# Aeromobile militare

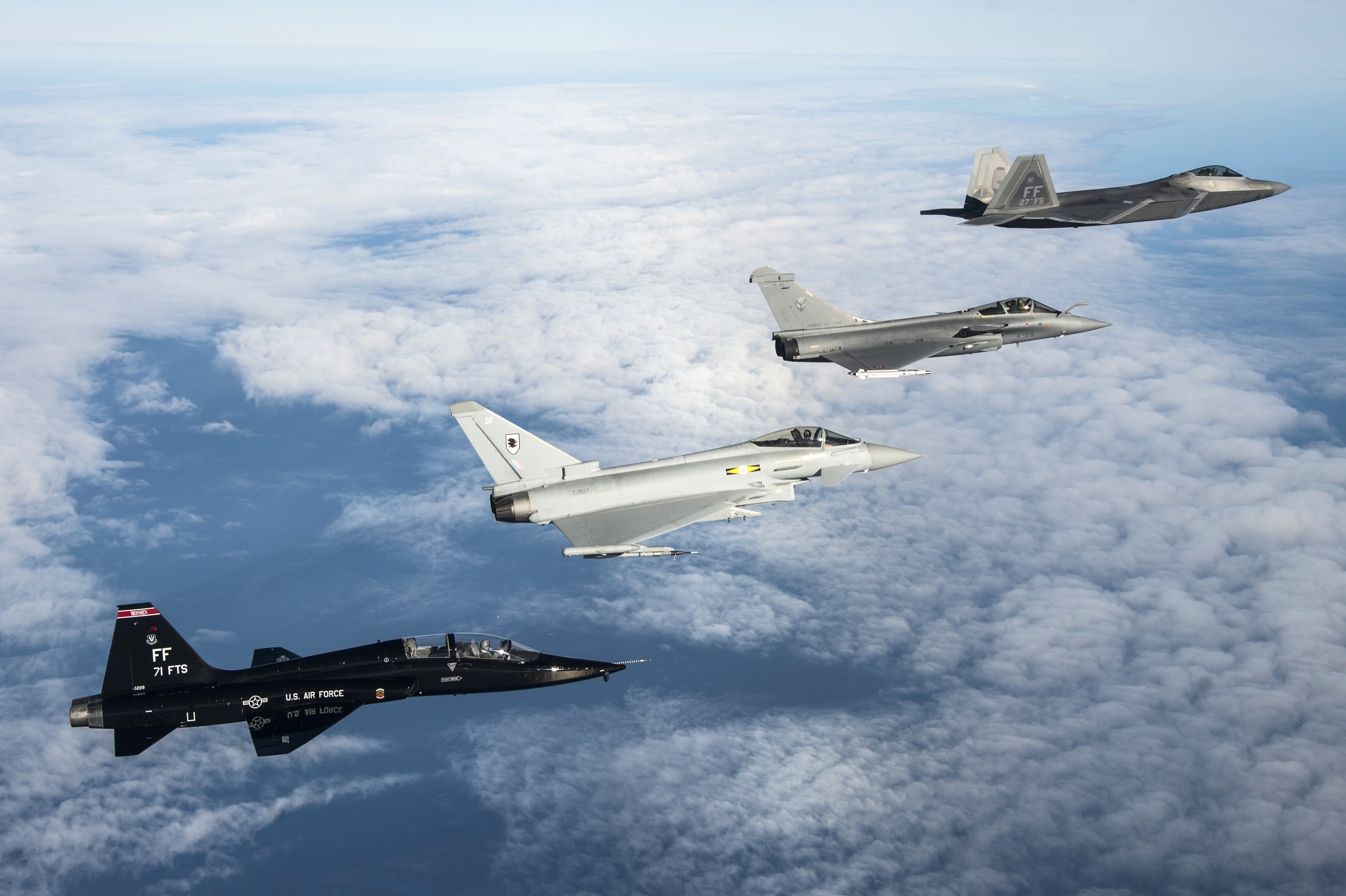
Un Northrop T-38 Talon dell'United States Air Force, un Eurofighter Typhoon della Royal Air Force, un Dassault Rafale dell'Armée de l'Air e un Lockheed Martin-Boeing F-22 Raptor dell'aeronautica statunitense durante un volo in formazione.

Un aeromobile militare è un qualsiasi aeromobile ad ala fissa o ad ala rotante che è gestito da un servizio armato legale o insurrezionale di qualsiasi tipo.  Gli aerei militari possono essere da combattimento o non da combattimento.
Gli aeromobili da combattimento sono progettati per distruggere risorse nemiche impiegando la propria dotazione di armamenti.  Gli aerei da combattimento sono generalmente sviluppati e acquisiti da forze militari mentre gli aeromobili militari non da combattimento non sono progettati per il combattimento come funzione principale, ma possono avere in dotazione sistemi d'arma per autodifesa. Con base normalmente in un aeroporto militare, operano principalmente in ruoli di supporto e possono essere sviluppati da forze militari o organizzazioni civili.

## Storia

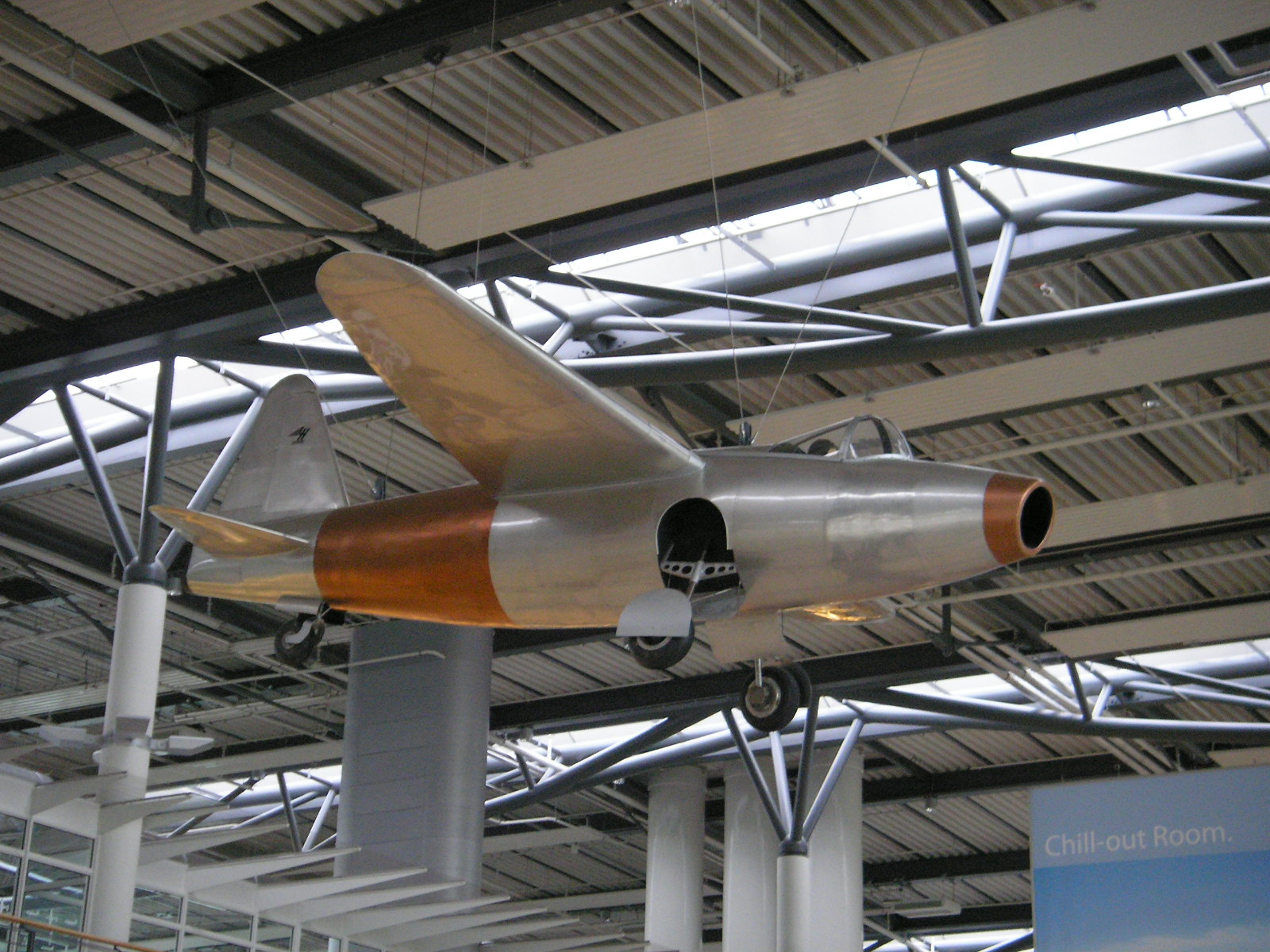
Una riproduzione di un Heinkel He 178 tedesco, il primo aereo al mondo in grado di volare con un motore a turbogetto, esposto presso l'aeroporto di Rostock-Laage.

### Più leggeri dell'aria
Nel 1783, quando furono realizzati i primi aeromobili (mongolfiere e palloni ad idrogeno) in grado di svolgere compiti pratici, furono subito adibiti a compiti militari. La prima unità militare a impiegare mongolfiere fu il Corpo aerostatico francese, che nel 1794 fece volare un pallone da osservazione durante la Battaglia di Fleurus, la prima grande battaglia nella quale venne utilizzata la osservazione aerea. I palloni continuarono ad essere usati per tutto il diciannovesimo secolo, nelle guerre napoleoniche e nella guerra franco-prussiana, per l'osservazione e la diffusione di propaganda. Durante la prima guerra mondiale, i dirigibili tedeschi Zeppelin effettuarono numerosi raid aerei sulle città britanniche, oltre ad essere utilizzati per l'osservazione.  Negli anni 1920, la Marina degli Stati Uniti acquistò diversi dirigibili e per primo mise in servizio il modello K-1 nel 1931. L'uso di aeromobili da parte degli Stati Uniti e di altri paesi continuò nella seconda guerra mondiale, la Marina americana alla fine ritirò i suoi ultimi palloni aerostatici nel 1962.

### Più pesanti dell'aria
Poco dopo il primo volo del Wright Flyer, diverse forze armate si interessarono agli aerei a motore. Nel 1909 l'esercito americano acquistò il Wright Military Flyer, un aereo da osservazione a due posti, per la Aeronautical Division, U.S. Signal Corps. Il modello restò in servizio fino al 1911, quando ormai gli aerei a motore erano diventati una dotazione di rilievo in diversi eserciti in tutto il mondo. Gli aeroplani effettuarono missioni di ricognizione e bombardamenti tattici nella guerra italo-turca e nella prima guerra balcanica, dove vi furono i primi esempi di operazioni aeronavali. Nella seconda guerra balcanica vennero per la prima volta effettuare missioni di fotoricognizione e il lancio di volantini di propaganda.

#### La prima guerra mondiale
Nella prima guerra mondiale assunse un ruolo importante il combattimento aereo come conseguenza della messa a punto di aerei da caccia, divenne inoltre possibile portare a termine bombardamenti strategici a lungo raggio e vennero introdotti gli aerei basati su navi dette portaerei. Gli aeroplani assunsero anche una maggiore varietà di tipo, specializzandosi in ruoli di supporto, in particolare l'evacuazione medica e furono dotati di nuove armi come i razzi aria-aria da impiegare contro i palloni da ricognizione.
La tecnologia aeronautica avanzò rapidamente nel periodo tra le due guerre e gli aerei militari non cessarono lo sviluppo. In questo periodo furono anche per la prima volta introdotti tra le dotazioni militari gli autogiri e gli elicotteri.

#### La seconda guerra mondiale
Durante la seconda guerra mondiale, l'aviazione militare raggiunse nuove vette di importanza come strumento bellico ed alcune battaglie aeree influenzarono l'esito finale della guerra. Nel corso del conflitto vennero impiegati per la prima volta in missioni di combattimento i primi aerei a reazione e si iniziarono a utilizzare i missili da crociera e i missili balistici. Durante la guerra furono impiegate truppe aviotrasportate e vennero paracadutati rifornimenti sui campi di battaglia. Le stesse armi nucleari che posero fine alla guerra nel teatro del pacifico, furono lanciate sugli obiettivi da aerei.

#### Dopoguerra

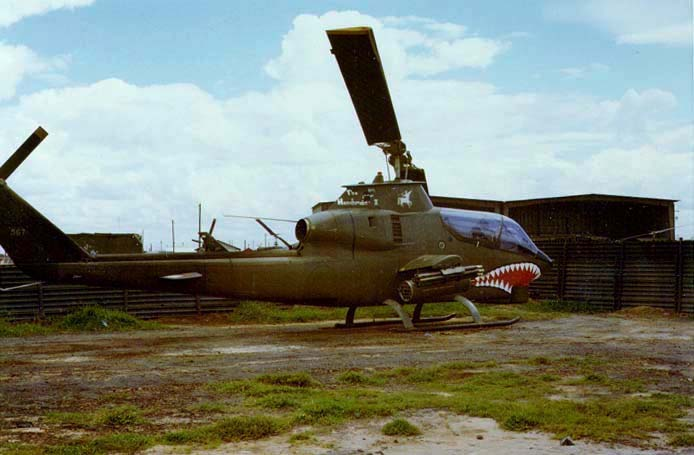
Elicottero Bell AH-1 in Vietnam

Dopo la guerra e a seguire nel corso della guerra fredda, la tecnologia aeronautica ha continuato ad avanzare a ritmi estremamente rapidi. Gli aerei a reazione arrivarono a superare il muro del suono fino a spingersi a velocità superiori a Mach 2. L'armamento in dotazione subì una evoluzione con l'impiego dei missili cui corrispose un aumento della tecnologia avionica che divenne con il tempo sempre più sofisticata. Nel tempo vennero messe a punto tecniche sempre più affidabili di rifornimento in volo e si verificò un aumento di dimensioni e capacità negli aerei da trasporto. 
Con la guerra del Vietnam vi fu l'uso massiccio da parte degli USA degli elicotteri d'attacco e da trasporto.
Uno sivluppo particolare degli aerei militari si è avuto con la introduzione della tecnologia stealth, per la quale iniziò lo sviluppo negli anni '70 fino a portare ai primi impieghi in combattimento negli anni '80.

### Aerei ed elicotteri da caccia

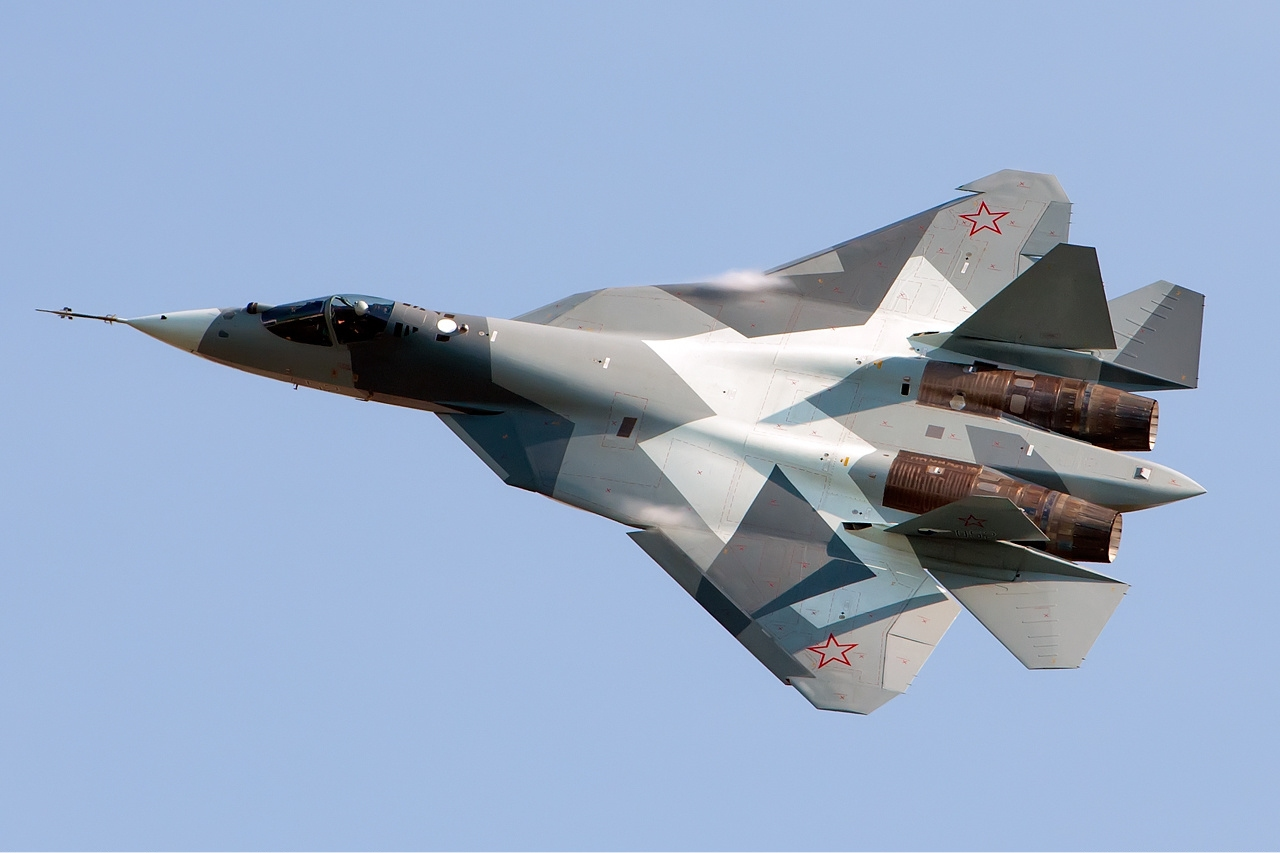
Un Sukhoi Su-57 dell'aeronautica russa.

Il ruolo principale degli aerei da caccia è quello di distruggere gli aeromobili nemici nei combattimenti aria-aria, nell'ambito delle operazioni aeree offensive e difensive. Molti aerei da caccia possiedono anche un certo grado di capacità di attacco al suolo, il che gli consente di condurre attacchi a obiettivi a terra e effettuare missioni di supporto aereo ravvicinato. In aggiunta ai loro compiti primari di combattimento per il raggiungimento della supremazia aerea, gli aerei da caccia possono essere impiegati per la scorta ai bombardieri o altri aeromobili meno idonei al combattimento aria-aria. Gli aerei da caccia sono in grado di trasportare una vasta varietà di sistemi d'arma, tra cui mitragliatrici, cannoni, razzi, missili guidati e bombe. Molti caccia moderni possono colpire bersagli posti a grande distanza, prima ancora che il nemico li veda o li rilevi via radar e comunque oltre l'orizzonte visuale. Esempi di aerei da caccia moderni sono il Lockheed Martin-Boeing F-22 Raptor e il Sukhoi Su-27.
Nel corso della guerra Iran-Iraq del 1980, elicotteri AH-1J Sea Cobra della aviazione dell'esercito iraniano vennero impiegati nel ruolo di elicotteri da caccia contro gli elicotteri Mi-24 Hind e Mi-8 Hip dell'esercito iracheno.